# Heinrich von Bamberger
Heinrich von Bamberger (Praga, 27 dicembre 1822 – Vienna, 9 novembre 1888) è stato un patologo tedesco.

## Biografia
Fu padre del medico Eugen von Bamberger (1858-1921). Nel 1847 ottenne il dottorato all'Università di Praga e dal 1851 al 1854 fu assistente clinico di Johann von Oppolzer (1808-1871) a Vienna. Nel 1854 divenne professore di patologia terapeutica all'Università di Würzburg, tornando all'Università di Vienna nel 1872, dove subentrò come professore di patologia e terapia speciale. Tra i suoi assistenti a Vienna c'era l'internista Edmund von Neusser (1852-1912).
Bamberger era uno specialista in patologia respiratoria e circolatoria, ricordato per la sua ricerca riguardante le malattie del pericardio, dei tessuti cardiaci e dei vasi più grandi. Ha fornito le prime descrizioni di albuminuria ematogena, pericardite uremica e la febbre mediterranea familiare.